# Paweł Sczaniecki
Paweł Sczaniecki OSB, właściwie Tadeusz Sczaniecki (ur. 26 maja 1917 w Nawrze, zm. 27 października 1998 w Tyńcu) – polski historyk i liturgista, benedyktyn z Tyńca.

## Życiorys
Syn Ireny z Cichowskich i Jana Sczanieckich, siostrzeniec Henryka Cichowskiego. Ponieważ w dzieciństwie dużo chorował, chodził do gimnazjum kolejno w Zakopanem, Rabce, na Bielanach pod Warszawą i w Poznaniu. W 1935 roku zdał maturę w Gimnazjum im. A. Mickiewicza w Poznaniu. W latach 1935–1936 odbył służbę wojskową (podchorążówkę). Od 1936 do 1939 roku studiował na Wydziale Prawa Uniwersytetu Poznańskiego. Wziął udział w kampanii wrześniowej 1939. W latach 1942–1943 pracował jako rządca w majątku p. Jackowskiego Wodziczna k. Grójca. W 1943 roku wstąpił do Opactwa Benedyktynów w Tyńcu i przyjął imię zakonne Paweł. Przez rok studiował na Wydziale Teologicznym Uniwersytetu Jagiellońskiego w Krakowie. Profesję monastyczną złożył 29 kwietnia 1948, święcenia kapłańskie przyjął 31 lipca 1949.
W latach 1952–1958 pracował w duszpasterstwie jako proboszcz parafii tynieckiej. Na przełomie 1958 i 1959 przez osiem miesięcy przebywał w klasztorze benedyktyńskim w Lubiniu. W 1971 obronił na Katolickim Uniwersytecie Lubelskim pracę doktorską Sacramentum dedicationis. Obrzęd poświęcenia kościoła i jego znaczenie w dziedzinie religijnej, obyczajowej i kulturalnej na podstawie źródeł staropolskich z XII wieku napisaną pod kierunkiem Mariana Rechowicza. Od końca lat 70. XX wieku prowadził badania nad historią opactwa tynieckiego.
Brał udział w kwerendach watykańskich oraz pracach nad VI tomem Bullarium Poloniae.

## Publikacje
- Służba Boża w dawnej Polsce. Studia o Mszy św., Księgarnia św. Wojciecha, Poznań 1962,
- Msza po staremu się odprawia, Znak, Kraków 1967,
- Służba Boża w dawnej Polsce. Studia o Mszy św. Seria druga, Poznań 1966,
- Katalog opatów tynieckich, „Nasza Przeszłość”, 48 (1978),
- Opactwo tynieckie. Przewodnik, Tyniec 1985,
- Benedyktyni polscy. Zbiór szkiców i opowiadań, Tyniec 1989,
- Ojciec Karol van Oost, Tyniec 1990,
- Zamek w Korzkwi i jego właściciele (dziesięć opowieści) (1998).